# Константин Преславски
Константин епископ Преславски (9 век-10 век) е старобългарски писател и църковен деец, представител на Преславската книжовна школа. Той е една от най-значителните фигури в историята на старобългарската духовна култура.
Той е непосредствен ученик на славянския първоучител св. Методий. Биографичните данни за него са твърде оскъдни. Знае се, че след смъртта на Методий заедно с други негови ученици бил подложен на преследване, продаден от немските духовници във Венеция, но успял да се прехвърли в Цариград и оттам да дойде в България. След окончателното преместване на архиепископията от Плиска в Преслав, презвитер Константин е поставен за викариен епископ (помощник на архиепископа). Починал е в началото на X в.

## Творчество
Константин Преславски е един от основоположниците на старобългарската химнична поезия. Най-значимото негово произведение е проповеднически сборник „Учителното евангелие“, едно от връхните постижения от Златния век на българската литература, написано през 893 – 894 г. – неделно тълковно евангелие, състоящо се от 51 беседи, взети от византийски сборник. Учителното евангелие е снабдено с две предисловия – стихотворна молитва, известна като „Азбучна молитва“ и прозаическа част. Също и „Църковно сказание“, „Историкии“ и др. части. Съчинението съдържа беседи за различни църковни празници. Въпреки компилативния си характер, Учителното евангелие има голяма стойност като първия систематичен проповеднически труд на славянски език. През 894 г. съставя първия славянски летописен труд – „Историкии“. През 906 г., по нареждане на Симеон, Константин Преславски превежда „Четири слова против арианите“ от Атанасий Александрийски. В тях се среща следният текст: Тия благочестиви книги преведе по поръка на нашия български княз Симеон на славянски език от гръцки епископ Константин, ученик на Методий – архиепископ на Моравия, в годината от сътворението на света 6414 (906), индикт 10.
Автор е на църковна служба в чест на св. Методий, в която е показана борбата на неговия учител против триезичната догма. Всичко сочи, че той е автор на „Хвалебствено песнопие за Методий“, в което се съдържа акростих „Добре, Методие, те възпявам. Константин“.
На Константин Преславски се приписва и стихотворението „Проглас към Евангелието“, което по съдържание и композиция е близо до „Азбучната молитва“ и в което се отхвърля преклонението пред чуждия език и се ратува за издигане на родната реч като най-значително средство за развитието на българската култура. Някои учени дори твърдят, че именно Константин Преславски е бил Черноризец Храбър (и е написал „За буквите“), но засега последната теза не е окончателно възприета в българската историография, а се изказва по-скоро като предположение.
След изследвания в Русия са намерени и други документи, за които богословът и българист проф. Георги Попов допуска, че са от Константин Преславски (Гранеса добри Константинови /Стихове добри Константинови). Много от тях са в акростих. Например „Канон за архистратига Михаил“ с акростих „Достойно е да се възпява Архистратигът. Константин“. Намерени са над 440 стиха, за които се допуска, че може да са от Константин Преславски. Част от химнографския му цикъл се намира в Битолския триод. Всички съчинения на Константин Преславски са достигнали до нас единствено в преписи, най-ранните от които са от XII и XIII в. Също така в руски превод от старобългарски на „Катехизис“ на Кирил Йерусалимски се появяват имената Константин и Тудор. Проф. Климентина Иванов допуска, че авторите са Константин Преславски и Тудор Докс, братовчедът на Симеон
Неговото име носят Шуменският университет и Националната хуманитарна гимназия във Варна.

### Нови хипотези
Българският филолог, проф. Климентина Иванова, извежда интересна теория. Тъй като в изворите указано, че през 881 Методий се връща в двора на императора на Византия, където "оставил книги и ученици", тя допуска че сред тези ученици може да е бил и Константин Преславски, който впоследствие да е заминал за България (882?). Съществува версия, че той е донесъл служебни книги със себе си, а това значи, че по това време не е бил (вече) роб. Според нея той не би могъл да бъде посветен за (викариен) епископ по-рано от 893, а дотогава е бил презвитер. В същото време проф. Божидар Димитров предполага че Константин Преславски и Горазд са част от т.нар. „венецианска“ група, която е продадена в робство, откупена е от императора и впоследствие идва в България, доволно снанбдена с книги.

### Произведения от Константин Преславски
Собствени произведения
Учително евангелие (сборник състои се от две предисловия в акростих – Азбучна Молитва и прозаическа част; също така в сборника влизат Историки и Учително евангелие)
Проглас към евангелието (акростих)
Хвалебствено песнопие за Методий (в него има акростих)
Стихове добри Константинови (акростих)
Химнографски цикъл на Константин Преславски (част от Битолският триод)
Канон за архистратига Михаил (в акростих)
За буквите  (под псевдоним „Черноризец Храбър“)
Пение Константина попа
Преводи
Четири слова против арианите (превод от Атанасий Александрийски – по поръка на цар Симеон)
Катехизис (съвместетн превод на Константин Преславски и Теодор Докс от Кирил Йерусалимски)

## Памет
на 9.12.2016 г. БПЦ взима решение да състави комисия, която да започне процедура по канонизацията на Константин Преславски в светец Проф. Г. Попов е сътавил тропар на св. Константин Преславски, като предстои да бъдат съставени кондак и молитва към новопросиялия светец.
На Константин Преславски е наречена улица в квартал „Военна рампа“ в София (Карта).